# 蔡哲 (天順進士)
蔡哲（1423年—？），字克智，河南汝寧府光州人，明朝政治人物。同進士出身。

## 生平
景泰四年（1453年）舉癸酉科河南鄉試第六十五名。天順元年（1457年）中式丁丑科會試第一百二十一名，殿試登進士第三甲第六名。

## 家族
曾祖父蔡文郁。祖父蔡溥德。父亲蔡玄慶。